# 3 cuccioli e un anello
3 cuccioli e un anello (3 Holiday Tails) è un film TV del 2011 diretto da Joe Menendez.

## Trama
Mentre fa una passeggiata sulla spiaggia con i suoi tre cuccioli di Golden Retriever, Lisa si imbatte nel suo ex fidanzato David e alla sua nuova fidanzata, interrompendo la proposta di matrimonio. I signori Wright, vicini di casa di Lisa, notano che tra i due c'è ancora del sentimento e decidono di dare una mano al destino.

## Distribuzione
Il film è uscito in DVD e successivamente trasmesso in TV il 15 novembre 2011.